# Друга сирійська війна
Друга сирійська війна — конфлікт між Єгиптом Птолемеїв і державою Селевкідів, що тривав від 260 до 253 року до н. е.

## Передумови
Колишні полководці Александра Македонського Птолемей та Селевк, котрі стали єгипетським та сирійським царями, тривалий час виступали разом проти перших Антигонідів. Утім, їх нащадки Птолемей II та Антіох I у середині 270-х роках до н.е. вступили у боротьбу за окремі території, відому як Перша Сирійська війна (хоча не виключено, що першим зіткненням цих правителів була Карійська війна 280-279 рр. до н.е.). Її результати, щонайменше у Сирії, були доволі помірними – єгипетський цар спершу зміг захопити Дамаск, проте Антіох I відбив його назад. 
Наприкінці 260-х років до н.е. у Егеїді закінчилась Хремонідова війна, під час якої македонський цар завдав поразки коаліції грецьких міст, яку підтримував Птолемей II. Утім, внесок останнього був доволі обмеженим та включав лише експедиційні дії флоту без залучення значних наземних сил. Водночас єгипетський цар розв’язав собі руки, врегулювавши близько 261 р. до н.е. відносини зі своїм братом Магасом, котрий у 270-х проголосив себе царем в Кирені (та навіть намагався під час Першої Сирійської війни захопити Єгипет). Останній визнав зверхність Птолемея ІІ, проте продовжував правити Киренаїкою та заручив свою доньку Береніку з майбутнім царем Птолемеєм III.  
З іншого боку, в 261 р. до н.е. Антіох I, до царства якого належала Мала Азія, програв битву розташованому на північному заході цього півострова Пергаму. Невдовзі після цього він помер у Вавілоні, причому уривчасті записи місцевої клинописної хроніки дають підстави вважати, що слід за цим тут виникли серйозні заворушення. Також не виключено, що біля 261 р. до н.е. (або трохи раніше, але в тому ж десятилітті) відбулось повернення Аріаратидів та створення ними у північних та східних районах Каппадокії незалежної держави (утім, таке датування є лише однією з можливих версій, й інші дослідники відносять відокремлення Каппадокії до 280 р. до н.е., тобто до попередньої кризи селевкідської влади у Малій Азії). Якщо каппадокійські події все-таки відбулись у 260-х роках до н.е., то на цей же період припадатиме і захоплення вірменським царем Єрвандом III (котрий надав підтримку Аріаратидам) Софени та Коммагени — областей на схід та захід від однієї з ділянок верхньої течії Євфрата.   
Такою була загальна ситуація у регіоні, проте фрагментарність наявних даних не дозволяє встановити, як саме почались бойові дії. Зазвичай вважають, що ініціативу проявив Антіох II. В той же час, враховуючи зазначені вище складнощі, з якими стикнулась держава Селевкідів, висловлюють і думку щодо ініціативи Птолемея, котрий здійснив напад на Сирію та Кілікію.

## Перебіг конфлікту

### Початковий етап війни

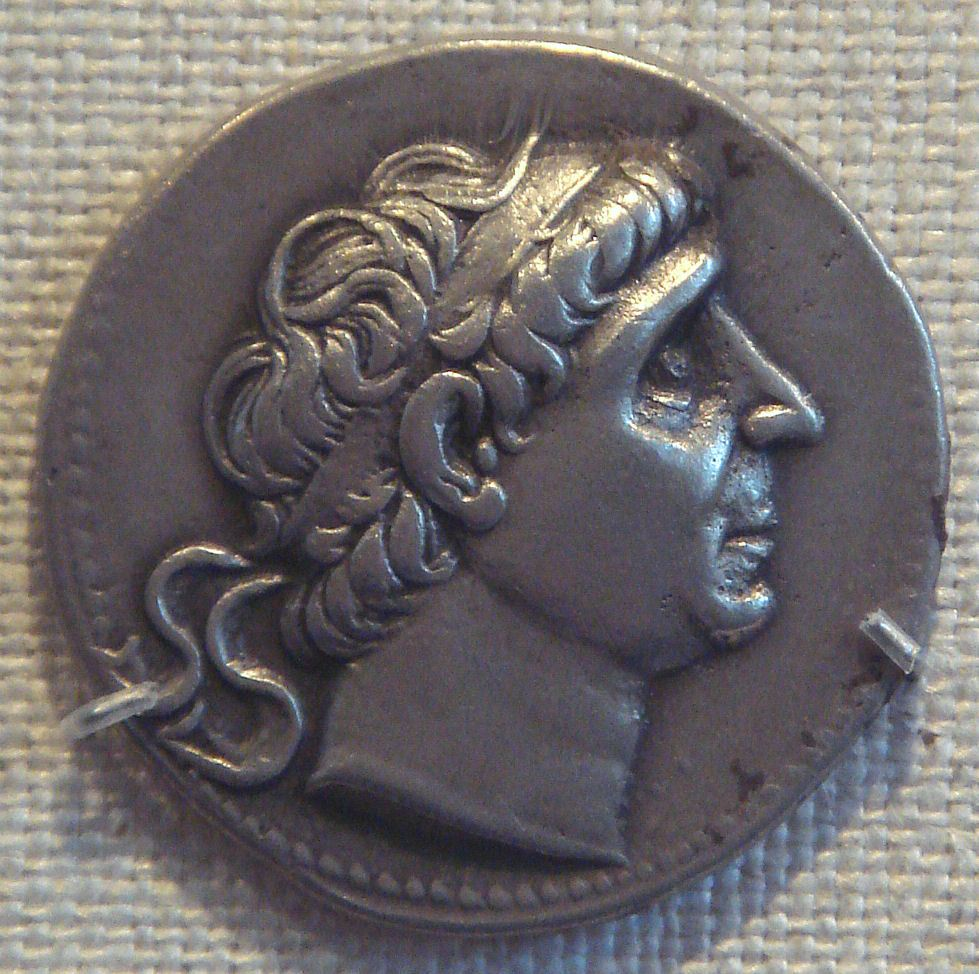
Антіох II

По завершенні Першої Сирійської війни розташоване на західному узбережжі Малої Азії велике місто Ефес залишалось під контролем Селевкідів, що підтверджує датований 269 р. до н.е. лист до Антіоха I від імені Іонічного союзу, серед підписантів якого були ефесці. Водночас, в якийсь час Другої Сирійської воно вже належало Птолемеям та містило єгипетський гарнізон. Як наслідок, вважають, що Ефес був втрачений Селевкідами в останні роки правління Антіоха I (під час якихось подій, котрі не переросли у повномасштабне протистояння держав) або на початку царювання Антіоха II (тобто вже під час Другої Сирійської).
На південно-східному узбережжі Малої Азії сусідили підконтрольні противникам Західна та Східна Кілікія. Головне місто останньої Тарс встигло почати карбувати монети Антіоха II, проте не пізніше 259 р. до н.е. стало випускати гроші Птолемеїв.
Далі на схід по узбережжю, у північній Сирії неподалік від столиці Селевкидів Антиохії, знайшли великий скарб монет Птолемеїв, карбованих в 261-259 рр. до н.е. Оскільки в державі Селевкидів ці гроші не обертались, вважається, що скарб належав єгипетському експедиційному загону, котрий був вимушений спішно відступити.
На півночі сусідньої Фінікії Арвад (єдине фінікійське місто, котре дісталось Селевкідам при розділі володінь Антигоніда Деметрія Поліоркета) без сумніву брав якусь суттєву участь в подіях початкового етапу Другої Сирійської. Окремі дослідники вважають, що незначний час Арвад навіть перебував під контролем Птолемея II, хоча ця версія базується на суперечливій ідентифікації кількох монет. У будь-якому випадку, події на початку 250-х рр. до н.е. мали серйозний вплив на місто, котре з 259-го почало використовувати нову власну еру та відмовилось від монархічної форми правління. Ймовірно, це зробили для заохочення тих арвадійців, котрі підтримали Селевкідів в умовах війни з Єгиптом.
Далі на схід володіння держав стрічались на межі Сирії та Палестини, де за результатами попередньої війни Селевкіди змогли утримати контроль над Дамаском. Водночас, один із папірусів з архіву Зенона (торгового представника єгипетського царя у Палестині), ймовірно, підтверджує перебування Дамаску під контролем Птолемеїв близько 259 р. до н.е.

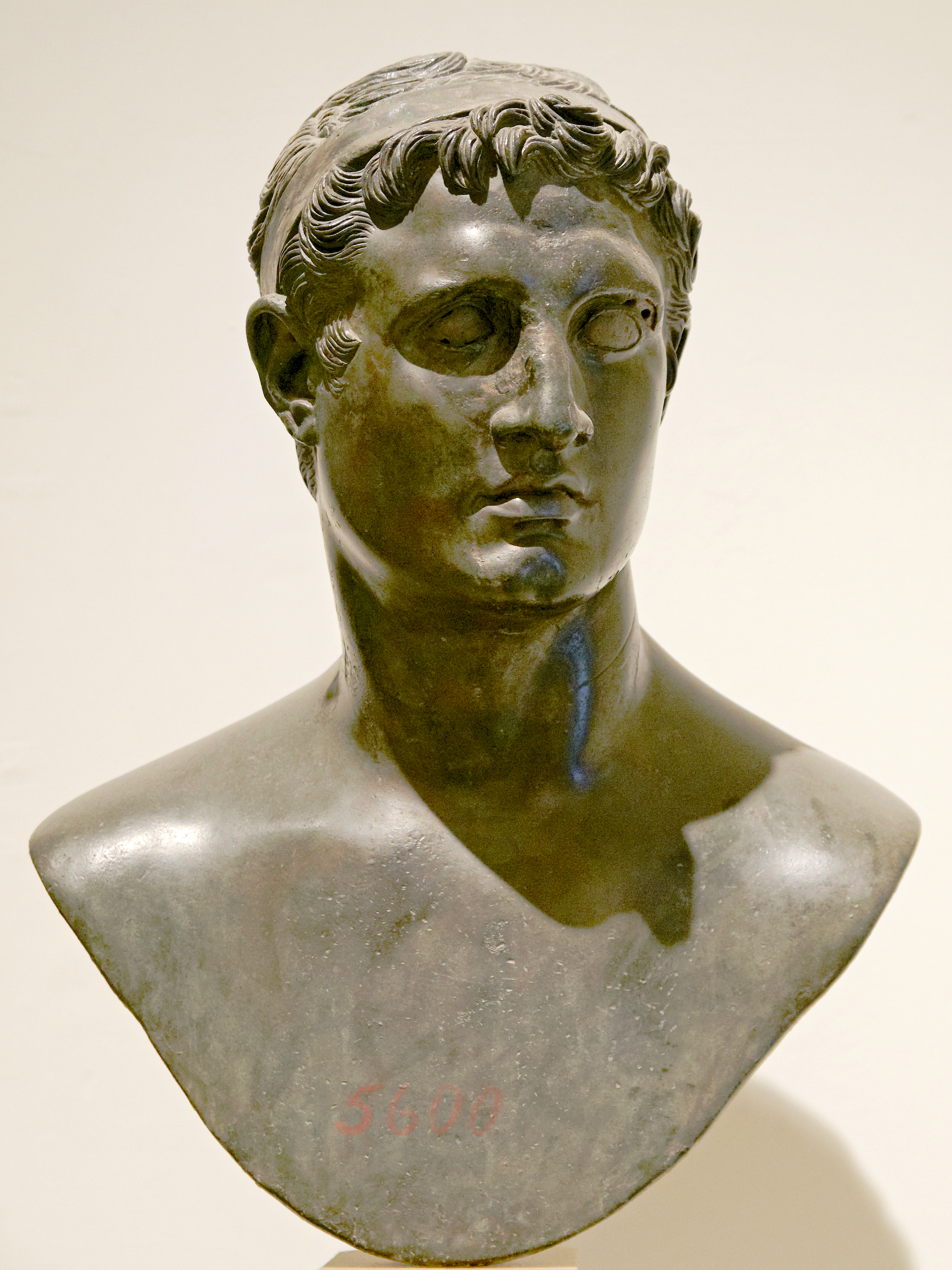
Птолемей II

### Події в Іонії
Юстин у своїй епітомі твору Помпея Трога «Філіппова історія» повідомляє, як «в Азії син царя Птолемея спільно з Тимархом відклався від свого батька», причому ці події розміщені у томі, котрий охоплює період від Хремонідової війни до смерті Антіоха II. Вважається, що цей Птолемей "Син" був співправителем Птолемея II, відомим із написів 267-259 рр. до н.е., а подальше зникнення згадок про нього якраз і пов'язане із заколотом під час Другої Сирійської війни. Тоді як етолійський найманець Тимарха відомий також зі «Стратегем» Полієна та Фронтіна, при цьому перший оповідає про його висадку в Азії, а другий — про військову хитрість, котра дозволила захопити Мілет.
Більше певних відомостей про сам заколот до наших часів не дійшло. Залежно від ідентифікації Птолемея «Сина» з іншими діячами того ж імені середини 3 століття до н.е., дослідники створюють різні реконструкції подій. Зокрема, до нього намагаються віднести повідомлення Афінея про Птолемея, сина Птолемея Філадельфа, котрий був начальником в Ефесі та загинув від рук своїх фракійських найманців – у цьому випадку поверненню Ефеса під владу Птолемея ІІ сприяла загибель бунтівника. Інші дослідники вважають Птолемея «Сина» ідентичним з Птолемеєм Тельмеским, засновником династії залежних від Єгипта правителів лікійського Тельмесса (зараз Фетхіє), про якого є звістка від 240 р. до н.е. У такому варіанті Ефес повернувся під владу Птолемея ІІ через примирення бунтівного «Сина», котрого позбавили звання співправителя, проте наділили малим володінням.
У будь-якому випадку, Антіох II скористався негараздами в стані ворога та напав на Ефес. Союзні йому родосці в морській битві біля цього міста розбили наварха єгипетського царя Хремоніда (афінянина, котрий у попередньому десятилітті при підтримці Птолемея II невдало намагався звільнити своє місто від впливу македонського царя). Надалі Антіох II почав штурм Ефеса, доручивши родосцям напасти вночі на міську гавань з великим шумом. Коли захисники збіглись до гавані для її оборони від ворога, сам сирійський цар напав з іншого боку на полишені без належної охорони укріплення та захопив Ефес.
Мілет також перейшов під контроль Селевкіда, причому саме за це діяння Антіох II отримав своє прізвисько Теос («Бог»), котрим його пошанували мілетійці в подяку за звільнення від тиранії Тимарха.

#### Битва при Косі
Із ряду уривчастих повідомлень нам відомо про морську битву при Косі, в якій македонський цар здобув перемогу над єгипетським флотом. Через нестачу інформації це зіткнення відносять до проміжку від 265 до 255 рр. до н.е., намагаючись підшукати відповідний цьому контекст серед подій Хремонідової або Другої Сирійської війни. В останньому випадку саме поразка від македонців біля узбережжя Малої Азії (Кос лежить дещо південніше від Ефеса та Мілета) могла викликати чи посилити кризу єгипетської влади в цьому регіоні.

### Втрата Єгиптом інших володінь у Малій Азії
Захоплений на початку війни кілікійський Тарс перебував під контролем Птолемеїв два або три роки (259 по 257 р. до н.е.), проте після цього повернувся до рук Селевкидів.
Розташовані далі на захід, у Памфілії, міста Перге та Аспенд у середині 250-х почали карбування власної монети, що свідчить на користь їх виходу з-під контролю єгипетського царя. Одночасно це  підтверджується написом Птолемея III, який перелічує отримані ним від батька землі та не згадує ані Памфілії, ані Західної Кілікії, котра до війни належала Єгипту.
Полібій у своєму творі зазначає, що попередники Птолемея IV володіли територіями аж до Геллеспонта, де їм належали Лісімахія (на півострові Фракійський Херсонес, котрий формує західну сторону протоки), а також кілька південнофракійських міст. Вживання слова попередник у множині в цьому випадку означає не менше двох правителів, тобто Птолемея III та Птолемея II. Оскільки Лісімахія почала карбувати монети Антіоха II, який, до того ж, провадив у південній Фракії кампанію проти міста Кіпсела (у долині Мариці за три з половиною десятки кілометрів від Егейського моря), існують підстави вважати, що під контроль сирійського царя під час Другої Сирійської війни також потрапили володіння Птолемеїв в районі Пропонтиди.

### Врегулювання Антіохом ситуації з Каппадокією
В умовах важкої боротьби з Єгиптом Антіох II пішов на примирення з каппадокійською родиною Аріаратидів та видав заміж свою сестру Стратоніку (як пише Євсевій Кесарійський – доньку) за Аріарата, сина та спадкоємця володаря Каппадокії Аріарамна. Надалі чоловік Стратоніки став співправителем батька під іменем Аріарата III (близько 255 р. до н.е.) та першим серед каппадокійських владик прийняв царський титул (250 р. до н.е.)
Євсевій також пише, що Антіох видав другу доньку за понтійського царя Мітрідата, проте Юстин повідомляє, що це зробив вже Селевк II.

## Наслідки
Війна завершилась близько 253 року до н. е. На знак примирення шістнадцятирічну доньку Птолемея II Береніку молодшу видали заміж за Антіоха II. Як відомо з одного з папірусів, міністр фінансів єгипетського царя Аполлоній у квітні 252 р. до н.е. супроводив принцесу до кордону із Сирією.
Антіох був вимушений розлучитись зі своєю першою дружиною Лаодікою, котрій, щоб компенсувати втрату статусу цариці, за символічну ціну продали великі маєтності та надали звільнення від податків (утім, через кілька років Антіох полишив молоду дружину в столиці та перебрався в Ефес, до Лаодіки, де, можливо, був отруєний нею).

### Посаг Береніки
Під час наступної, Третьої Сирійської, війни єгипетські війська у 242 р. до н.е. взяли в облогу Дамаск. Оскільки невідомо, як саме він перед тим опинився в руках Селевкидів, окремі дослідники припускають передачу цього міста як посагу Береніки. Утім, варто також враховувати, що на початку Третьої Сирійської єгипетський цар захопив всю Сирію аж до Євфрата, але під час наступних бойових дій Селевк II повернув собі великі території, так що Дамаск міг бути його недавнім воєнним трофеєм.